# Selezioni giovanili della nazionale maschile di pallavolo della Jugoslavia
Le selezioni giovanili della nazionale maschile di pallavolo della Jugoslavia, attive fino al 1991, sono state gestite dalla federazione pallavolistica della Jugoslavia e hanno partecipano ai tornei pallavolistici internazionali per squadre nazionali maschili limitatamente a specifiche classi d'età.

## Under-21
La selezione nazionale Under-21 rappresentava la Jugoslavia nelle competizioni internazionali dove il limite di età è di 21 anni.
| Campionato mondiale | Campionato mondiale |
| Edizione            | Piazzamento         |
| ------------------- | ------------------- |
| 1977                | non qualificata     |
| 1981                | non qualificata     |
| 1985                | non qualificata     |
| 1987                | non qualificata     |
| 1989                | non qualificata     |
| 1991                | 10º posto           |

## Under-20
La selezione nazionale Under-20 rappresentava la Jugoslavia nelle competizioni internazionali dove il limite di età è di 20 anni.
| Campionato europeo | Campionato europeo |
| Edizione           | Piazzamento        |
| ------------------ | ------------------ |
| 1966               | 7º posto           |
| 1969               | 9º posto           |
| 1971               | 5º posto           |
| 1973               | 8º posto           |
| 1975               | 8º posto           |
| 1977               | 5º posto           |
| 1979               | 7º posto           |
| 1982               | non qualificata    |
| 1984               | 9º posto           |
| 1986               | 11º posto          |
| 1988               | 6º posto           |
| 1990               | 7º posto           |

## Under-19
La selezione nazionale Under-19 rappresentava la Jugoslavia nelle competizioni internazionali dove il limite di età è di 19 anni.
Non ha mai preso parte ad alcun torneo ufficiale.